# World of Illusion
World of Illusion, celým názvem World of Illusion Starring Mickey Mouse and Donald Duck, je plošinová hra vyvinutá a publikovaná společností Sega pro konzoli Mega Drive. Byla vydána v prosinci 1992.

## Hratelnost
Hru může hrát jeden hráč jako buď Mickey nebo Donald, nebo dva hráči, z nichž jeden ovládá Mickeyho a druhý Donalda. Mickey a Donald mohou běhat, skákat nebo útočit pomocí kouzelného pláště. Očarovaní nepřátelé se promění v holubice, karty nebo jiné neškodné předměty. Po porážce bosse každé úrovně se naučí nové kouzlo, které jim umožní projít další úroveň; například létání na kouzelném koberci nebo potápění se pod vodu ve vzduchové bublině. Hratelnost se výrazně mění v závislosti na zvolených postavách. Například Mickey se může protlačit určitými mezerami, zatímco Donald musí najít jinou cestu. V režimu pro dva hráče si mohou Mickey a Donald stát na ramenou a šplhat pomocí lan.
World of Illusion se skládá z pěti hlavních kapitol s názvem:
- Enchanted Forest (Začarovaný les)
- Among the Clouds (Nad oblaky)
- Underwater Adventure (Podvodní dobrodružství)
- The Library (Knihovna), a
- The Magic Box (Kouzelná krabice)

## Děj
Myšák Mikey a kačer Donald objevili kouzelnou skříňku, která je odeslala do magického světa. Mickey a Donald nyní musí spolupracovat, aby našli cestu zpět domů.